# Horace and Pete
Horace and Pete è una webserie statunitense ideata, sceneggiata, diretta e prodotta da Louis C.K. e interpretata dallo stesso C.K. insieme a Steve Buscemi, rispettivamente nel ruolo dei protagonisti Horace e Pete, co-proprietari del bar "Horace and Pete's". La pubblicazione del primo episodio della serie è avvenuta il 30 gennaio 2016 sul sito web di C.K. e non è stata preceduta da alcun annuncio pubblico. I dieci episodi che compongono la serie sono stati prodotti e pubblicati settimanalmente. L'ultimo episodio è stato pubblicato il 2 aprile 2016.

## Produzione e distribuzione
Il primo episodio di Horace and Pete è stato pubblicato il 30 gennaio 2016, senza essere preceduto da alcun annuncio: in tal data gli iscritti alla mailing list del sito ufficiale di Louis C.K. hanno ricevuto un'email di notifica della sua disponibilità. La scelta di vendere direttamente al consumatore senza intermediari era già stata usata in precedenza e con successo da C.K., a partire dal 2011, per i suoi spettacoli comici e il suo film Tomorrow Night.
La scelta di non promuovere la serie in alcun modo è stata così commentata da C.K.:
C.K. ha spiegato che la scelta di vendere l'episodio pilota a 5 dollari gli permetterà di produrre gli episodi successivi. Dopo la pubblicazione del pilota, C.K. ha spiegato sul suo sito web la sfida nel creare, girare e realizzare uno spettacolo multicamera e ha rivelato che i successivi episodi sarebbero stati venduti a un prezzo inferiore (2$ per il secondo e 3$ per i successivi).
La serie è girata come se fosse una rappresentazione teatrale e l'intervallo di tempo tra la produzione e la pubblicazione degli episodi è molto breve, come dimostrano i vari riferimenti a eventi di attualità.
Il secondo episodio è stato girato la settimana seguente la pubblicazione del primo ed è stato reso disponibile a una settimana esatta dal primo episodio.
In merito a questo aspetto C.K. ha affermato: 

## Genere
Riguardo al genere della serie, C.K. ha affermato:

## Episodi
| nº | Titolo originale | Pubblicazione    |
| -- | ---------------- | ---------------- |
| 1  | Episode 1        | 30 gennaio 2016  |
| 2  | Episode 2        | 6 febbraio 2016  |
| 3  | Episode 3        | 13 febbraio 2016 |
| 4  | Episode 4        | 20 febbraio 2016 |
| 5  | Episode 5        | 27 febbraio 2016 |
| 6  | Episode 6        | 5 marzo 2016     |
| 7  | Episode 7        | 12 marzo 2016    |
| 8  | Episode 8        | 19 marzo 2016    |
| 9  | Episode 9        | 26 marzo 2016    |
| 10 | Episode 10       | 2 aprile 2016    |

## Musica
Il brano musicale utilizzato per la sigla della serie è stato composto dal cantautore Paul Simon.

## Accoglienza
La serie è stata generalmente ben accolta dalla critica, che è stata concorde nel lodare la sensazione di spettacolo dal vivo che la serie riesce a trasmettere e i momenti sottili messi in scena da un cast di attori navigati.
La serie è stata inoltre favorevolmente paragonata alla serie degli anni cinquanta Playhouse 90.